# (10171) Takaotengu
(10171) Takaotengu – planetoida z pasa głównego asteroid okrążająca Słońce w ciągu 4 lat i 91 dni w średniej odległości 2,62 j.a. Została odkryta 7 marca 1995 roku w obserwatorium w Nyukasa przez Masanoriego Hirasawę i Shohei Suzukiego. Nazwa planetoidy pochodzi od Takaotengu, legendarnego, ponadnaturalnego stworzenia z góry Takao. Przed nadaniem nazwy planetoida nosiła oznaczenie tymczasowe (10171) 1995 EE8.